# Enxerto nervoso
Enxerto nervoso é um procedimento cirúrgico que resume-se na utilização de um segmento de nervo, que serve para transferir tecidos para a área lesionada. Quando esse segmente de nervo é inserido ao coto proximal, ele funciona como uma origem das células de Schwan para sustentar os brotos axonais e conduzir ao coto distal. O espaço existente entre os cotos proximal e distal tem seu preenchimento feito por sangue, que envolve em seu interior células de grandes dimensões do tecido conjuntivo, que são os macrófagos.

## Enxerto de nervo autólogo
Atualmente, o enxerto autólogo de nervo, ou um autoenxerto de nervo, é conhecido como o padrão-ouro para tratamentos clínicos usados para reparar grandes lacunas no sistema nervoso periférico. É importante que os nervos não sejam reparados sob tensão, o que poderia acontecer se as extremidades cortadas fossem reaproximadas em uma lacuna. Os segmentos do nervo são retirados de outra parte do corpo (o local do doador) e inseridos na lesão para fornecer tubos endoneurais para a regeneração axonal através do espaço. No entanto, este não é um tratamento perfeito; muitas vezes o resultado final é apenas recuperação de função limitada. Além disso, a desintoxicação parcial é freqüentemente experimentada no site do doador, e são necessárias cirurgias múltiplas para colher o tecido e implantá-lo.
Quando apropriado, um doador próximo pode ser usado para fornecer inervação aos nervos lesados. O trauma para o doador pode ser minimizado, utilizando uma técnica conhecida como reparo de ponta a ponta. Neste procedimento, uma janela epineural é criada no nervo doador e o coto proximal do nervo lesionado é suturado sobre a janela. Os axônios regeneradores são redirecionados para o toco. A eficácia desta técnica é parcialmente dependente do grau de neurectomia parcial realizada no doador, com graus crescentes de neurectomia gerando aumento da regeneração do axônio dentro do nervo lesionado, mas com a consequência do aumento do déficit para o doador.
Algumas evidências sugerem que a entrega local de fatores neurotróficos solúveis no local do enxerto autólogo de nervo pode aumentar a regeneração do axônio dentro do enxerto e ajudar a acelerar a recuperação funcional de um alvo paralisado. Outras evidências sugerem que a expressão induzida pela terapia genética de fatores neurotróficos dentro do músculo alvo também pode ajudar a melhorar a regeneração do axônio. A aceleração da neurorregeneração e a reinervação de um alvo denervado são criticamente importantes para reduzir a possibilidade de paralisia permanente devido à atrofia muscular.

## Aloenxertos e xenoenxertos
As variações no autoenxerto de nervo incluem o aloenxerto e o xenoenxerto. Em aloenxertos, o tecido para o enxerto é retirado de outra pessoa, o doador, e implantado no destinatário. Os xenoenxertos envolvem o consumo de tecido doador de outra espécie. Os aloenxertos e xenoenxertos têm as mesmas desvantagens que os autoenxertos, mas, além disso, a rejeição dos tecidos das respostas imunes também deve ser levada em consideração. Muitas vezes, a imunossupressão é necessária com estes enxertos. A transmissão da doença também se torna um fator na introdução de tecido de outra pessoa ou animal. Em geral, os aloenxertos e os xenoenxertos não correspondem à qualidade dos resultados observados com autoenxertos, mas são necessários quando há falta de tecido nervoso autólogo.

## Canal de orientação do nervo
Devido à funcionalidade limitada recebida dos autoenxertos, padrão atual para regeneração e reparação do nervo, a pesquisa recente sobre engenharia de tecidos neurais se concentrou no desenvolvimento de condutas de orientação do nervo bioartificial, a fim de orientar o rebrote axonal. A criação de condutas de nervos artificiais também é conhecida como entubulação porque as extremidades do nervo e a lacuna interativa são incluídas dentro de um tubo composto por materiais biológicos ou sintéticos.